# Oregon Valley Futbol Alliance
Oregon Valley Futbol Alliance, mais conhecido como OVF Alliance, é um clube de futebol de Albany, Oregon que compete na Divisão Noroeste da USL League Two. Atualmente está jogando a temporada 2021 da USL League Two.

## História
O clube foi formado como uma fusão do TFA Willamette e Corvallis SC. O TFA Willamette foi originalmente definido para entrar na liga para a temporada de 2020,  no entanto, a temporada foi cancelada devido à pandemia COVID-19 . 